# Schweizer Schulpreis

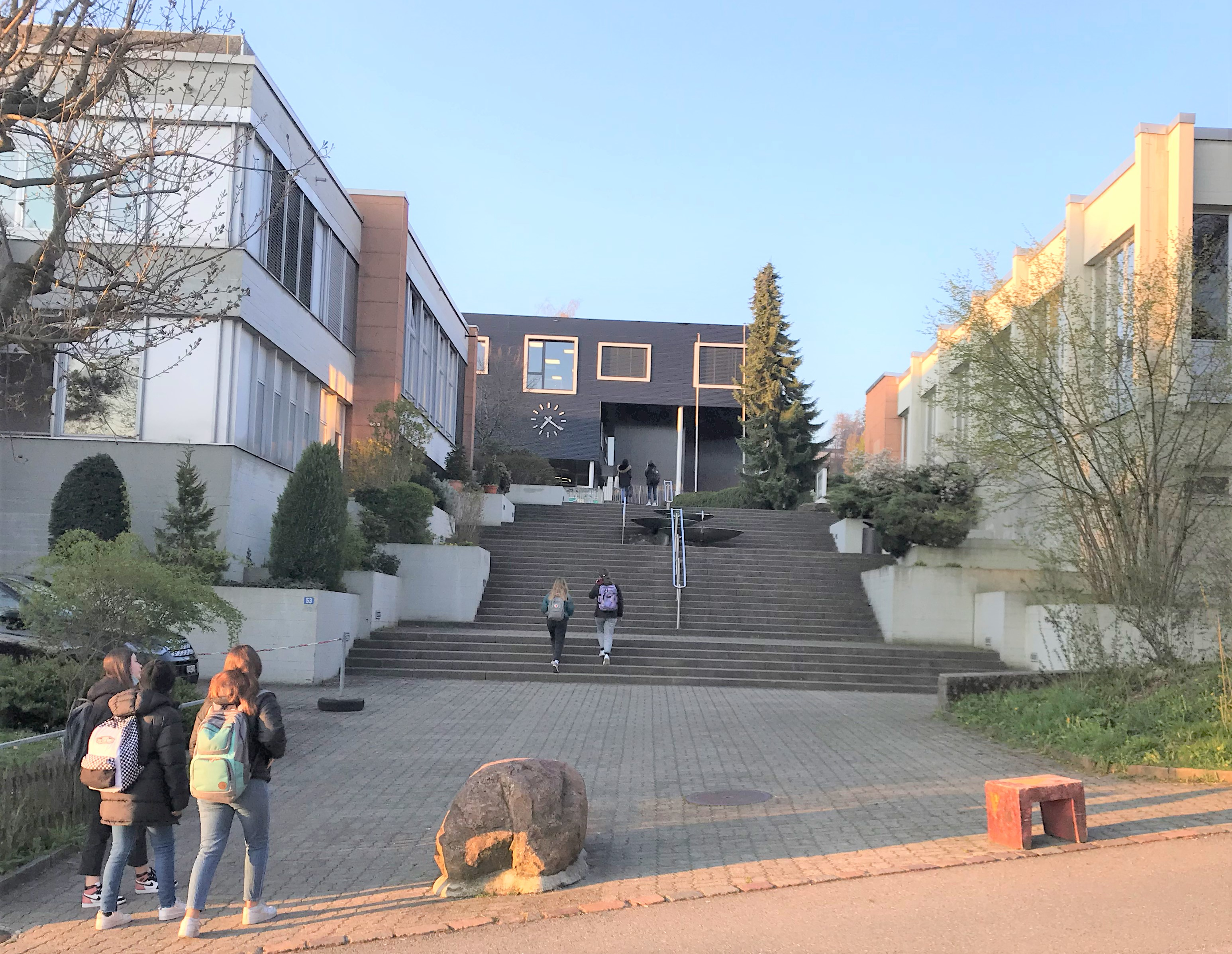
Schülerinnen und Schüler beim Schulhaus Steinacher, Au ZH

Der Schweizer Schulpreis ist eine Auszeichnung, die 2013 und 2015 vom Verein Forum Bildung und 2017 vom Verein Schweizer Schulpreis an Schulen mit hervorragender pädagogischer Praxis verliehen wurde. Zum Wettbewerb zugelassen wurden öffentliche und private Schulen der obligatorischen Schulzeit und Sekundarstufe II der Schweiz und des Fürstentums Liechtenstein. Der Schweizer Schulpreis wurde von Stiftungen, Wirtschaft und Kantonen unterstützt, konnte jedoch 2019 infolge fehlender Drittmittel nicht weitergeführt werden.

## Geschichte
Carolina Müller-Möhl ist Mitbegründerin und Co-Präsidentin des Forums Bildung, welches 2012 den Schweizer Schulpreis ins Leben rief. Ihre Motivation: «Ein Engagement beim Schweizer Schulpreis ist eine Investition in unsere Jugend und unsere wichtigste Ressource, die Bildung». Aus der Gründungsinitiative für einen Schweizer Schulpreis, die 2009 durch Jürg Aeppli, Hans Ambühl, Christian Haltner, Rainer Huber und Volker Reinhardt begründet wurde, ist 2017 der Verein Schweizer Schulpreis entstanden. 2018 wurde zusätzlich zur Preisvergabe das «Netzwerk Schweizer Schulpreis» gegründet. Ziel war es, die in den Preisträgerschulen festgestellte Good Practice öffentlich und für interessierte Schulen zugänglich zu machen. Damit sollte unter anderem auch das Prinzip «Schulen lernen von Schulen» unterstützt werden. Unterstützende Organisationen des Vereins Schweizer Schulpreis waren der Dachverband Schweizer Lehrerinnen und Lehrer (LCH), das Syndicat des enseignants romands (SER), der Verband Schulleiterinnen und Schulleiter Schweiz (VSLCH) sowie die Conférence latine des chefs d’établissement de la scolarité obligatoire.
Für eine erneute Schulpreisdurchführung 2019 konnten die notwendigen Drittmittel nicht generiert werden, sodass eine Liquidation des Schweizer Schulpreises und seines Vereins unumgänglich wurde. 2019 fand die Schlussveranstaltung des Schweizer Schulpreises an der Pädagogischen Hochschule Luzern statt. Michael Zutavern präsentierte dabei «Bilanz ?!? des Schweizer Schulpreises – Einige widersprüchliche Gedanken zum Abschied».
Die ehemalige Webseite «www.schweizerschulpreis.ch» existiert nicht mehr. Hinweise zum Schweizer Schulpreis sind auf der Webseite Allianz Schulqualität profilQ. wie auch auf der Webseite Dachverband Schweizer Lehrerinnen und Lehrer (LCH).

## Zielsetzungen
Zielsetzung ist, die Leistungen von innovativen und zukunftsorientierten Schulen für andere Schulen und für die Zivilgesellschaft sichtbar zu machen. Wenn Schulen von Schulen lernen, stärkt dies nicht nur ihre Qualität, sondern auch die Effektivität des ganzen Bildungssystems. Zu oft werden die Lehrpersonen kritisiert, zu selten wird ihrem unermüdlichen Bemühen, das Schweizer Bildungswesen in der täglichen Arbeit weiterzuentwickeln, die nötige Wertschätzung entgegengebracht. Die prämierten Schulen sollen Ansporn und Vorbild für andere sein. Dieser Idee fühlte sich der Schweizer Schulpreis verpflichtet.

## Kriterien und Bewertung
Für die Bewertung wurden anspruchsvolle Kriterien herangezogen. Massgebend für die Beurteilung der Schulen waren folgende sechs auch beim Deutschen Schulpreis angewendete Qualitätsbereiche:
- Leistung
- Umgang mit Vielfalt
- Unterrichtsqualität
- Verantwortung
- Schulklima/ausserschulische Partner
- Schule als lernende Institution.

Ausgezeichnet wurden Schulen, die in allen Bereichen gut und in mindestens einem Bereich hervorragend abgeschnitten haben. Die Bewertung erfolgten durch ein Expertengremium und eine Fachjury in den oben genannten sechs Qualitätsbereichen. Präsident der Jury 2013 war Jürgen Oelkers. Ab 2015 übernahm Walter Bircher, ehemaliger Rektor der Pädagogischen Hochschule Zürich, die Jury-Präsidentschaft. Präsident der Pädagogischen Experten war seit 2013 Volker Reinhardt.

## Bilanz
Für die drei Schulpreisdurchführungen von 2013 bis 2017 bewarben sich jeweils bis zu 100 Schulen aus allen Sprachregionen der Schweiz – an 22 Schulen konnten Schulpreise vergeben werden.
2019 zog der Film «Schweizer Schulpreis – Eine Auszeichnung für Qualität und Innovation» anhand von Porträts von Schulpreisschulen und Gesprächen mit Beteiligten eine erste Bilanz über den Nutzen und die Chancen einer solchen Initiative. Michael Zutavern zog an der Abschlussveranstaltung Schweizer Schulpreis vom 22. Mai 2019 eine Bilanz über den Schweizer Schulpreis.

## Preisverleihungen

### 2013
10 Schweizer Schulen wurden für ihre herausragenden pädagogischen Konzepte vom Forum Bildung mit einer Gesamtsumme von 225'000 Franken belohnt. Die beiden Hauptpreise von je 40‘000 Franken erhielten die Oberstufenschule Wädenswil und die Gemeindeschulen Martigny. Die Preisverleihung fand im Rahmen einer Feier mit über 300 Gästen im Berner Stade de Suisse statt.
| Schule                                                                | Schulart         | Gemeinde   | Kanton      | Anmerkung                           | Preisgeld CHF |
| --------------------------------------------------------------------- | ---------------- | ---------- | ----------- | ----------------------------------- | ------------- |
| Oberstufenschule Wädenswil                                            | Sekundarschule   | Wädenswil  | Zürich      | Hauptpreis                          | 40’000        |
| Gemeindeschulen Martigny                                              | Gesamtschule     | Martigny   | Wallis      | Hauptpreis                          | 40’000        |
| Berufsschule Lenzburg                                                 | Berufsschule     | Lenzburg   | Aargau      | 2. Preis                            | 25’000        |
| Sekundarschule Neftenbach                                             | Sekundarschule   | Neftenbach | Zürich      | 2. Preis                            | 25’000        |
| Schule Schenkon                                                       | Gesamtschule     | Schenkon   | Luzern      | 2. Preis                            | 25’000        |
| Gymnasium Bäumlihof, Basel                                            | Gymnasium        | Basel      | Basel-Stadt | 2. Preis                            | 25’000        |
| Kantonale Schule für Berufsbildung, Aarau                             | Berufsbildung    | Aarau      | Aargau      | Preis der Jury                      | 12’500        |
| Centre de la Transition professionnelle (CTP), Genève                 | Berufswahlschule | Genf       | Genf        | Preis der Jury                      | 12’500        |
| Scuola Specializzata per le professioni sanitarie e sociali, Canobbio | Fachschule       | Canobbio   | Tessin      | Sonderpreis «Jugend und Wirtschaft» | 10’000        |
| Scuola Vivante, Buchs                                                 | Gesamtschule     | Buchs      | St. Gallen  | Sonderpreis «Nischenschule»         | 10’000        |

### 2015
Der Verein Forum Bildung vergibt zum zweiten Mal den mit 120'000 Franken dotierten Schweizer Schulpreis an Sechs Schulen. Die Preisübergabe fand an der Pädagogischen Hochschule Zürich statt. Walter Bircher war als Rektor dieser Hochschule Jury-Präsident. Unter den Gästen waren viele Schülerinnen und Schüler der ausgezeichneten Schulen, aber auch viele bekanntere Gesichter wie die Mitinitiantin des Schulpreises Carolina Müller-Möhl. Zum ersten Mal wird 2015 auch ein Sonderpreis für frühkindliche Bildung vergeben.
| Schule                                 | Schulart         | Gemeinde | Kanton     | Anmerkung   | Preisgeld CHF |
| -------------------------------------- | ---------------- | -------- | ---------- | ----------- | ------------- |
| Espace Entreprise, Genève              | Berufsfachschule | Genf     | Genf       | Preisträger | 20’000        |
| Kaufmännisches Bildungszentrum         | Berufsfachschule | Zug      | Zug        | Preisträger | 20’000        |
| Sekundarschule Petermoos, Buchs        | Sekundarschule   | Buchs    | Zürich     | Preisträger | 20’000        |
| Schule Fluhmühle, Luzern               | Primarschule     | Luzern   | Luzern     | Preisträger | 20’000        |
| Schule Schülerclub Nordstrasse, Zürich | Primarschule     | Zürich   | Zürich     | Preisträger | 20’000        |
| Scuola elementare bilingue, Maloja     | Primarschule     | Maloja   | Graubünden | Preisträger | 20’000        |

### 2017
An der Verleihung des Schweizer Schulpreises in Bern wurden sechs Schulen für ihre innovativen und zukunftsorientierten Leistungen ausgezeichnet. Die Verleihung des Schweizer Schulpreises fand mit über 350 Schülerinnen und Schülern sowie zahlreichen Gästen aus Wirtschaft, Politik und Bildung an der Pädagogischen Hochschule Bern statt. Die Jury unter der Leitung von Walter Bircher, ehemaliger Rektor der Pädagogischen Hochschule Zürich, hat aus den insgesamt 24 Bewerbungen sechs Schulen aus der Deutschschweiz und der Romandie ausgezeichnet.
| Schule                          | Schulart       | Gemeinde    | Kanton      | Anmerkung   | Preisgeld CHF |
| ------------------------------- | -------------- | ----------- | ----------- | ----------- | ------------- |
| Schule Dietlikon (Gesamtschule) | Sekundarschule | Dietlikon   | Zürich      | Preisträger | 20’000        |
| Primarschule Ofelfingen         | Primarschule   | Otelfingen  | Zürich      | Preisträger | 20’000        |
| Schule Ruggenacher 1            | Primarschule   | Regensdorf  | Zürich      | Preisträger | 20’000        |
| Sekundarschule Sandgruben Basel | Sekundarschule | Basel-Stadt | Basel-Stadt | Preisträger | 20’000        |
| Schulen Hünenberg               | Gesamtschule   | Hünenberg   | Zug         | Preisträger | 20’000        |
| Cercle Scolaire                 | Gesamtschule   | Cernier     | Neuenburg   | Preisträger | 20’000        |